# Nordenskiöld (cráter)
Nordenskiöld es un cráter de impacto del planeta Marte situado al noroeste del cráter Millman, al norte de Kuiper, al este de Liu Hsin, al sudeste de Copernicus, al sud de Ptolemaeus y al suroeste de Li Fan, a 52.7° sur y 158.9º oeste. El impacto causó un boquete de 89.0 kilómetros de diámetro. El nombre fue aprobado en 1982 por la Unión Astronómica Internacional, en honor al geólogo y explorador sueco Adolf Erik Nordenskjöld (1832 - 1901).